# Bobby Jones (baloncestista)
Robert Clyde "Bobby" Jones (Charlotte, Carolina del Norte, 18 de diciembre de 1951) es un exbaloncestista estadounidense que jugó dos temporadas en la ABA y diez más en la NBA. Con 2,06 metros de altura, jugaba en la posición de alero.

## Trayectoria deportiva

### Universidad
Jugó durante 3 temporadas en los Tar Heels de la Universidad de North Carolina, donde, antes de dar el salto a la NBA promedió 13,7 puntos y 8,9 rebotes por partido. Estas estadísticas le permitieron ser elegido para competir con la Selección de baloncesto de Estados Unidos en los Juegos Olímpicos de Múnich 72, jugando aquella famosa final que se resolvió con polémica en los últimos segundos a favor de la antigua Unión Soviética

### Profesional
Fue elegido en el Draft de la NBA de 1974 en la quinta posición de la primera ronda por los Houston Rockets, pero decidió irse a la liga rival de entonces, la ABA, y fichar los Denver Nuggets. En su primera temporada, fue elegido en el mejor quinteto de rookies y en el mejor quinteto defensivo de la liga. Después de dos temporadas, la ABA desapareció, y él y su equipo emigraron a la NBA. Jugó en Denver hasta 1978, cuando fichó por Philadelphia 76ers. Allí coincidiría con dos grandes estrellas de la liga de todos los tiempos, como Julius Erving y Moses Malone, con los que conquistó el anillo de campeón en el año 1983. Fue, durante varias temporadas, el único jugador de raza blanca de su equipo.
De su capacidad defensiva hablan sus apariciones en los mejores equipos defensivos de la liga, tanto en la NBA como en la ABA, en todos sus años como profesional, salvo en el de su retirada, en 1986. Promedió 12,1 puntos y 6,1 rebotes por partido a lo largo de su carrera profesional.

## Estadísticas de su carrera en la ABA y la NBA
|  | Denota temporadas en las que ganó el Campeonato de la NBA |
|  | Líder de la liga                                          |

### Temporada regular
| Año      | Equipo       | PJ  | PT  | MPP  | %TC  | %3P  | %TL  | RPP | APP | ROB | TPP | PPP  |
| -------- | ------------ | --- | --- | ---- | ---- | ---- | ---- | --- | --- | --- | --- | ---- |
| 1974–75  | Denver (ABA) | 84  | —   | 32.2 | .604 | .000 | .695 | 8.2 | 3.6 | 2.0 | 1.8 | 14.8 |
| 1975–76  | Denver (ABA) | 83  | —   | 34.3 | .581 | —    | .698 | 9.5 | 4.0 | 2.0 | 2.2 | 14.9 |
| 1976–77  | Denver       | 82  | 82  | 29.5 | .570 | —    | .717 | 8.3 | 3.2 | 2.3 | 2.0 | 15.1 |
| 1977–78  | Denver       | 75  | —   | 32.5 | .578 | —    | .751 | 8.5 | 3.4 | 1.8 | 1.7 | 14.5 |
| 1978–79  | Philadelphia | 80  | 78  | 28.8 | .537 | —    | .755 | 6.6 | 2.5 | 1.3 | 1.2 | 12.1 |
| 1979–80  | Philadelphia | 81  | 3   | 26.2 | .532 | .000 | .781 | 5.6 | 1.8 | 1.3 | 1.5 | 13.0 |
| 1980–81  | Philadelphia | 81  | —   | 25.3 | .539 | .000 | .813 | 5.4 | 2.8 | 1.2 | .9  | 13.5 |
| 1981–82  | Philadelphia | 76  | 73  | 28.7 | .564 | .000 | .790 | 5.2 | 2.5 | 1.3 | 1.5 | 14.4 |
| 1982–83  | Philadelphia | 74  | 72  | 23.6 | .543 | .000 | .793 | 4.6 | 1.9 | 1.1 | 1.2 | 9.0  |
| 1983–84  | Philadelphia | 75  | 77  | 23.5 | .523 | .000 | .784 | 4.3 | 2.5 | 1.4 | 1.4 | 8.3  |
| 1984–85  | Philadelphia | 80  | 8   | 20.4 | .538 | .000 | .861 | 3.7 | 1.9 | 1.1 | .6  | 7.5  |
| 1985–86  | Philadelphia | 70  | 42  | 21.7 | .559 | .000 | .786 | 2.4 | 1.8 | .7  | .7  | 7.0  |
| Total    | Total        | 941 | 286 | 27.3 | .560 | .000 | .766 | 4.2 | 2.7 | 1.5 | 1.4 | 12.1 |
| All-Star | All-Star     | 4   | 1   | 22.8 | .486 | .000 | .714 | 8.0 | 2.3 | .5  | .8  | 11.0 |

### Playoffs
| Año     | Equipo       | PJ  | PT  | MPP  | %TC  | %3P  | %TL  | RPP | APP | ROB | TPP | PPP  |
| ------- | ------------ | --- | --- | ---- | ---- | ---- | ---- | --- | --- | --- | --- | ---- |
| 1974–75 | Denver (ABA) | 13  | —   | 32.9 | .535 | .000 | .775 | 8.5 | 2.9 | .9  | .9  | 13.0 |
| 1975–76 | Denver (ABA) | 13  | —   | 33.2 | .583 | —    | .732 | 8.6 | 4.5 | 1.2 | 1.5 | 13.7 |
| 1976–77 | Denver       | 6   | —   | 31.2 | .484 | —    | .588 | 5.8 | 3.5 | 2.8 | 2.3 | 12.0 |
| 1977–78 | Denver       | 13  | —   | 30.0 | .569 | —    | .739 | 7.8 | 2.7 | 1.2 | .7  | 12.8 |
| 1978–79 | Philadelphia | 9   | —   | 28.9 | .552 | —    | .846 | 4.8 | 2.1 | .6  | .4  | 13.1 |
| 1979–80 | Philadelphia | 18  | —   | 26.1 | .523 | .000 | .855 | 4.8 | 1.7 | 1.2 | 1.8 | 12.9 |
| 1980–81 | Philadelphia | 16  | —   | 27.7 | .506 | —    | .830 | 5.5 | 2.1 | 1.1 | 1.3 | 14.7 |
| 1981–82 | Philadelphia | 21  | —   | 28.0 | .540 | —    | .840 | 4.7 | 2.5 | .7  | 1.0 | 12.2 |
| 1982–83 | Philadelphia | 12  | —   | 27.0 | .551 | .000 | .850 | 4.8 | 2.8 | 1.3 | 1.5 | 8.6  |
| 1983–84 | Philadelphia | 5   | —   | 26.0 | .484 | —    | .947 | 4.6 | 1.8 | .6  | 1.4 | 9.6  |
| 1984–85 | Philadelphia | 13  | 11  | 23.8 | .590 | —    | .700 | 3.7 | 1.2 | .9  | 1.5 | 8.2  |
| 1985–86 | Philadelphia | 12  | 5   | 27.4 | .527 | .000 | .760 | 2.7 | 2.8 | .8  | 1.3 | 9.7  |
| Total   | Total        | 151 | 286 | 28.4 | .540 | .000 | .800 | 5.5 | 2.7 | 1.1 | 1.2 | 11.9 |

## Logros personales
- Mejor sexto hombre del año en 1983.
- 5 veces All Star (4 en la NBA, 1 en la ABA).
- Elegido en 10 ocasiones en el mejor equipo defensivo de la liga (2 en la ABA), y una vez en el segundo equipo.
- Campeón de la NBA en 1983.
- Líder, en tres ocasiones, en porcentaje de tiros de campo.
- Su número 24 fue retirado por los Sixers como homenaje.